# Cinco piezas para orquesta (Schönberg)

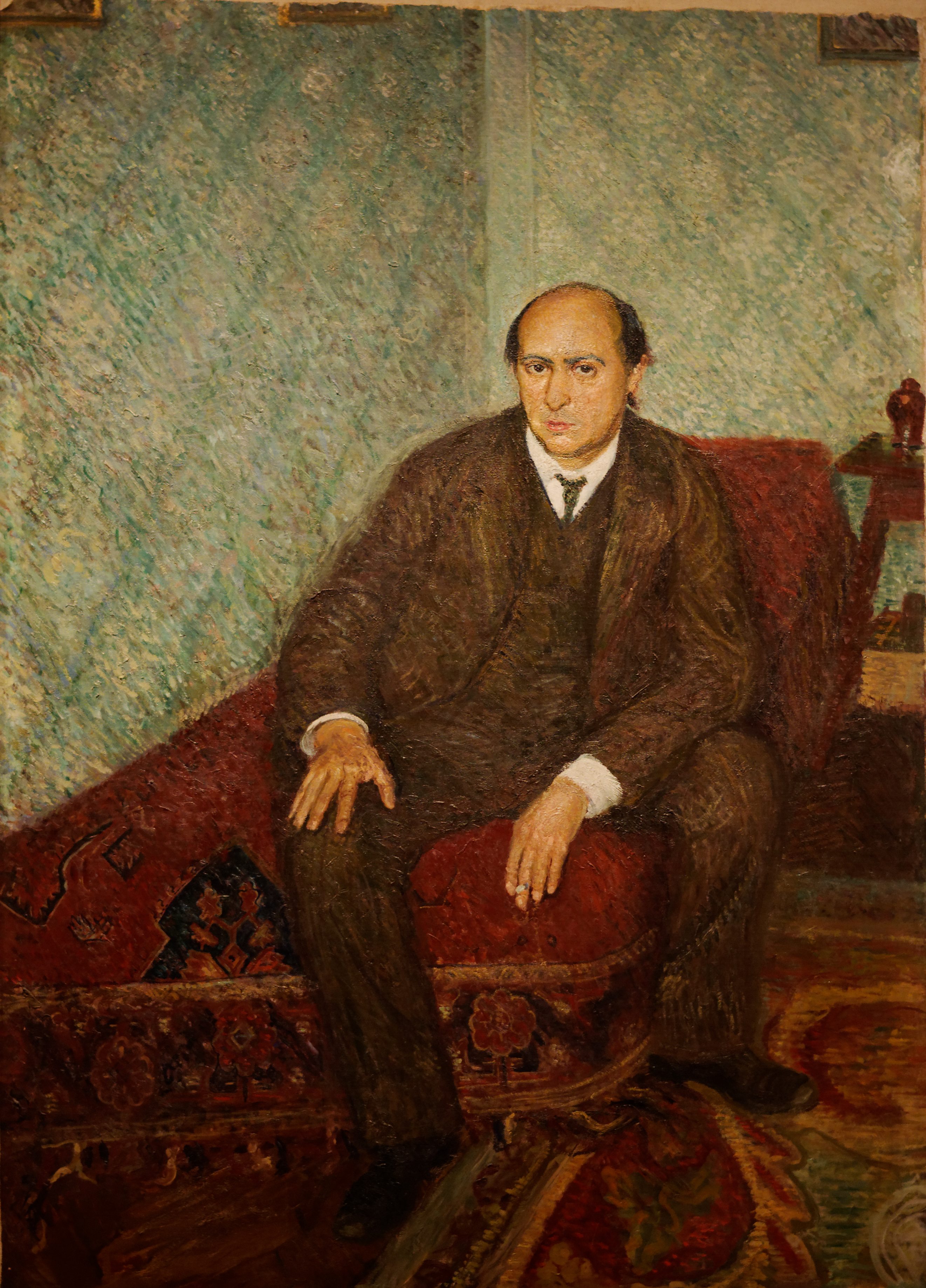
Retrato de Arnold Schönberg

Las cinco piezas para orquesta (Fünf Orchesterstücke, op. 16, 1909) es una obra del compositor austríaco Arnold Schönberg.
1. Vorgefühle, sehr rasch (Premoniciones, muy rápido)
2. Vergangenes, mässig (El pasado, moderado)
3. Farben, mässig (Colores, moderado)
4. Peripetie, sehr rasch (Peripecia, muy rápido)
5. Das obligate Rezitativ, bewegen. (El recitativo obbligato, movido)

Los subtítulos fueron agregados de mala gana por el propio Schönberg a petición del editor.
La pieza evoluciona el concepto de "cromatismo total" y fue compuesta cuando Schönberg atravesaba una intensa crisis personal y artística, lo cual se ve reflejado en las tensiones y la violencia, en ocasiones extrema, de la partitura. A momentos inestable e inquietante, la música posee un paralelo particular con el movimiento expresionista de la época, en particular su preocupación por el subconsciente y la locura incipiente.